# Ingoda
Die Ingoda (russisch Ингода) ist der linke, 708 km lange Quellfluss der Schilka in Transbaikalien, Russland. 
Sie entspringt im Chentii-Gebirge unweit der Grenze zur Mongolei. Von dort fließt sie in nördlicher, später nordöstlicher Richtung durch ein weites Tal zwischen Jablonowygebirge und Tscherskigebirge. Bei Tschita wendet sie sich nach Südosten, durchbricht den Hauptkamm des Tscherskigebirges und vereinigt sich nach weiteren etwa 150 Kilometern in östlicher Richtung mit dem Onon zur Schilka. 
Der Unterlauf der Ingoda ist schiffbar.

## Geschichte
Am 5. Dezember 2008 stürzte ein Kampfflugzeug vom Typ MiG-29 nur 700 Meter von der gleichnamigen, am Fluss gelegenen Ortschaft Ingoda entfernt ab. Der Pilot kam dabei ums Leben.